# Конфірмаційний дім
Конфірмаційні доми — вид експортних комісійних домів — представників покупця, які беруть на себе ризик з кредитів.
Конфірмаційний дім — це посередник між місцевими постачальниками та іноземними покупцями. Закордонний покупець може попросити конфірмаційний будинок купити товари від його імені і доставити кредит покупцю, оплативши ці товари.
Назва конфірмаційних домів походить від латинського слова «confirmatio», що означає «затвердження».

## Діяльність конфірмаційних домів
Конфірмаційні доми беруть на себе ризик на повну вартість поставки і на всю суму експортних кредитів, що надаються ними від імені виробника покупцям, не вимагаючи при цьому від покупців підтвердження їх кредитоспроможності.
Також зазначені посередницькі організації займаються фрахтом, кредитуванням імпортера; здійснюють платіж готівкою за наявний товар.